# حضارة أندرونوفو
حضارة أندرونوفو (بالروسية: Андроновская культура) هي مجموعة من حضارات العصر البرونزي المحلية المتشابهة التي ازدهرت نحو 2000-900 قبل الميلاد في غرب سيبيريا ووسط السهوب الأوراسية. فضل بعض الباحثين تسميتها مجمعًا أثريًا أو أفقًا أثريًا. كانت حضارة سينتاشا الأقدم (2200 – 1800 قبل الميلاد) تُعتبر ضمن حضارة الأندرونوفو لكنها تُعتبر الآن بشكل منفصل ضمن حضارات أندرونوفو الأولى.
يربط معظم الباحثين أفق أندرونوفو باللغات الهندية الإيرانية المبكرة، على الرغم من أنها قد تتداخل مع المنطقة الناطقة بالأورالية المبكرة عند حدودها الشمالية. وفقًا لدراسة جينية أجراها ألينتوفت وزملائه (2015)، تُعتبر حضارة أندرونوف وحضارة سينتاشتا السابقة مشتقة جزئياً من حضارة الخزف المحزم، بالنظر إلى النسبة الأعلى من النسب المطابقة للمزارعين الأوائل في أوروبا، على غرار الخليط الموجود في جينومات سكان الخزف المحزم.

## الاكتشاف
اشتق اسم حضارة أندرونوفو من قرية أندرونوفو التابعة للكيان الفيدرالي الروسي كراسنويارسك كراي (55 ° 53 ° شمال 55 ° 42 درجة شرقًا)، حيث اكتشف عالم الآثار الروسي أركادي توغارينوف [رو] آثارها الأولى في عام 1914. اكتُشفت العديد من القبور تحتوي على هياكل عظمية جاثمة مدفونة بفخار مزخرف للغاية. أول من عرف حضارة أندرونوفو هو عالم الآثار الروسي سيرجي تيبلوخوف في العشرينيات من القرن العشرين.

## التأريخ والحضارات الفرعية
تميزت ما لا يقل عن أربع حضارات متفرّعة من حضارة أندرونوفو حيث تتوسع الثقافة نحو الجنوب والشرق، ومن ضمنها:
- فيودوروفو (1900- 1400 قبل الميلاد)[7] في جنوب روسيا (أقدم دليل على حرق الموتى وعبادة النار[8]).
- ألاكول (1800- 1500 قبل الميلاد)[9] بين أوكسوس وجاكسارتس، وصحراء قيزيل قوم.
- شرق فيودوروفو (1750- 1500 قبل الميلاد)[10] في جبال تيان شان شمال غربي سنجان في الصين وجنوب شرقي كازاخستان وشرقي قيرغيزستان .
- ألكسييفكا (1200- 1000 قبل الميلاد)[11] «المرحلة الأخيرة من العصر البرونزي» في شرق كازاخستان، متصلة بنمازجا السادسة في تركمانستان.

تحدى بعض العلماء التسلسل الزمني ونموذج الانتشار شرقًا بسبب تزايد الأدلة على الوجود المبكر لهذه السمات الثقافية في أجزاء من شرق آسيا الوسطى.

## الامتداد الجغرافي
النطاق الجغرافي لهذه الحضارة واسع ويصعب تحديده بدقة. على حدودها الغربية، تتداخل مع ثقافة سربنا المعاصرة لها تقريبًا، ولكنها متميزة عنها، في نهر أورال فولجا. وتصل إلى منخفض مينوسينسك شرقًا، بالإضافة إلى بعض المواقع في أقصى الغرب حتى جبال الأورال الجنوبية، تتداخل مع منطقة حضارة أفاناسيفو السابقة.
هناك مواقع إضافية مبعثرة في أقصى الجنوب مثل كوبت داغ في تركمانستان والبامير في طاجيكستان وتيان شان في قيرغيزستان. تتفق الحدود الشمالية بشكل ما مع بداية التايغا. وفي الآونة الأخيرة، عُثر على أدلة على وجود الحضارة في شينجيانغ في أقصى غرب الصين. كان التفاعل مع حضارة سروبنا على أشده في حوض الفولغا، ووُجدت الصناعات الفخارية من طراز فيديروفو غربًا حتى فولغوغراد. يلاحظ مالوري أن حضارة تازاباغياب جنوب أندرونوفو يمكن أن تكون فرعًا من الحضارة السابقة (سروبنا)، أو بدلاً من ذلك نتيجة لدمج حضارات السهوب وحضارات واحة آسيا الوسطى (حضارة بيشكنت وحضارة فخش).